# Antonio Grimaldi Cebà
Antonio Grimaldi Cebà (Génova, 1534 - Génova, 1599) foi o 79.º Doge da República de Génova.

## Biografia
Na gestão política e territorial, o mandato do Doge Antonio Grimaldi Cebà foi marcado pelo início de novas negociações para a compra do território de Sassello pelo senhor Giovanni Andrea Doria, neto do famoso almirante genovês Andrea Doria, que acabou "cedendo" só em 1616 após o desembolso pelos genoveses de 160 mil florins. Não menos difícil foi a aquisição do Marquesado de Zuccarello devido aos contrastes com o vizinho Ducado de Saboia. Após dois anos, o mandato do Doge terminou em 26 de novembro de 1595, e Grimaldi foi então nomeado procurador perpétuo; até a sua morte, ele ocupou outros cargos públicos. Ele morreu em Génova em 1599.